# Spacecom
Spacecom, kurz für Space Communication Limited (Hebräisch: חלל תקשורת), ist ein israelischer Betreiber von Kommunikationssatelliten mit Sitz in Ramat Gan. Das Unternehmen ist seit 2005 an der Tel Aviver Börse notiert und betreibt heute die Satelliten der AMOS-Flotte.

## Geschichte
Spacecom wurde im Jahr 1993 gegründet, um den ersten zivilen israelischen Kommunikationssatelliten AMOS-1 zu betreiben, welcher von Israel Aerospace Industries (IAI) gebaut und 1996 gestartet wurde. Bis zum Börsengang im Jahr 2005 war Spacecom eine Privatgesellschaft im Besitz von vier Unternehmen, darunter IAI und der Eurocom Group.
Im Jahr 2008 wurde von Seiten des luxemburgischen Satellitenbetreibers SES New Skies ein Angebot zur Übernahme von Spacecom in Aussicht gestellt. Zur Übernahme kam es jedoch nicht.
Im August 2016 einigten sich die Anteilseigner von Spacecom auf den Verkauf des Unternehmens an die chinesische Beijing Xinwei Technology Group für rund 285 Millionen US-Dollar. Die Übernahme sollte nach der erfolgreichen Inbetriebnahme des neuen Satelliten AMOS-6 abgeschlossen werden. Am 1. September 2016, zwei Tage vor dem geplanten Start, ging der Satellit bei einem Triebwerkstest der Falcon-9-Trägerrakete bei einer Explosion verloren. Daraufhin wurde von beiden Seiten eine Senkung der Verkaufssumme bekanntgegeben. Bis April 2017 kam es jedoch zu keiner Einigung, weshalb die Übernahme schlussendlich nicht vollzogen wurde.
Im Oktober 2021 wurde der Großteil der Unternehmensanteile (51 %) für 124 Millionen US-Dollar an das ungarische Telekommunikationsunternehmen 4iG Plc. verkauft.

## Dienstleistungen
Spacecom bietet unter anderem Direct-to-Home-Satellitenfernsehen, Breitband-Internetzugang, VSAT-Dienste und Radioübertragung im Nahen Osten, Europa und Asien an.

## Satellitenflotte

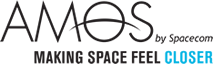
Logo der AMOS-Satellitenflotte

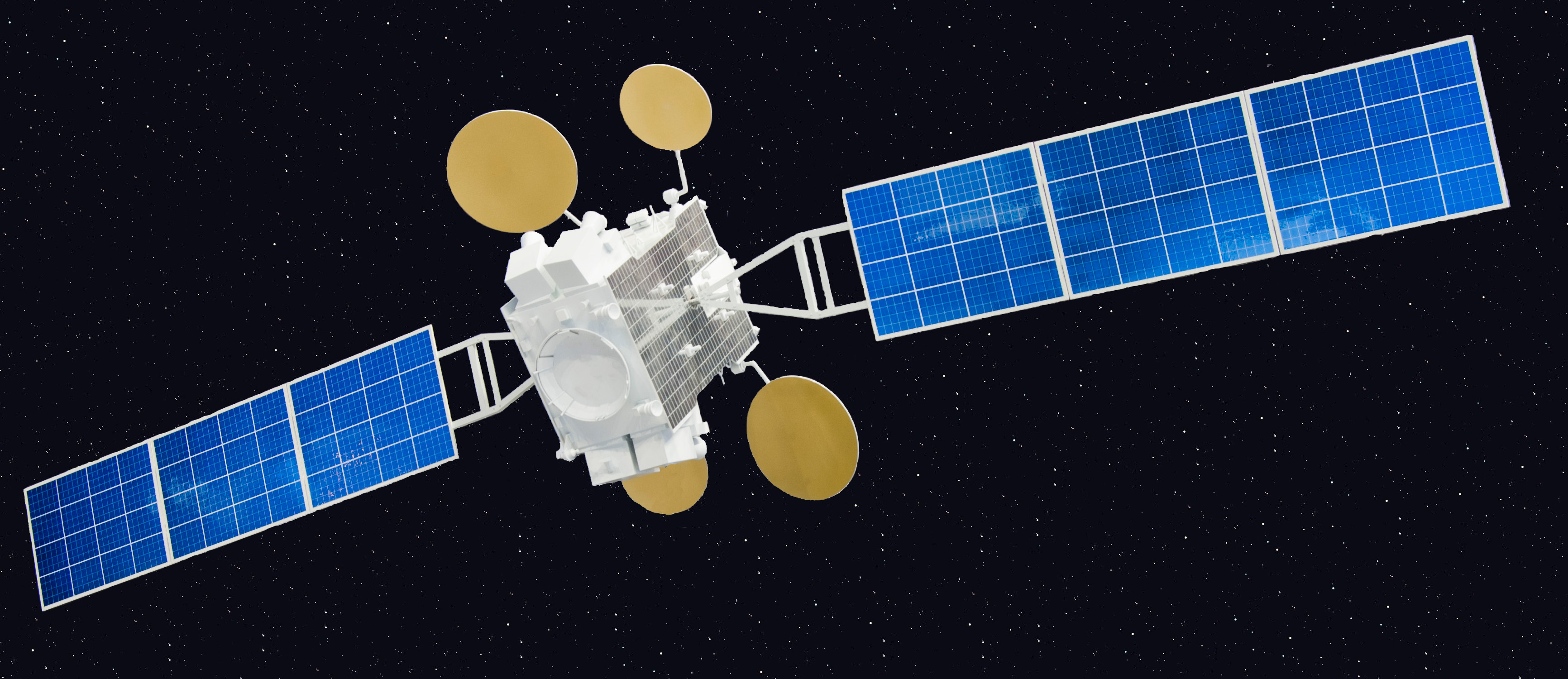
Künstlerische Darstellung von AMOS-5

Die Satellitenflotte AMOS (kurz für Affordable Modular Optimized Satellite) umfasst insgesamt zehn Satelliten, von welchen aktuell nur noch drei in Betrieb sind.
Nach dem Verlust von AMOS-6, welcher ursprünglich AMOS-2 ablösen sollte, mietete Spacecom den bereits gestarteten AsiaSat 8 für vier Jahre und positionierte ihn bei 4° West. Er trug die Bezeichnung AMOS-7. Nach Verlängerung des Vertrags um weitere vier Jahre wurde der Satellit Anfang 2025 wieder von AsiaSat übernommen, erhielt seine alte Bezeichnung zurück und wurde zurück nach 100,5° Ost verschoben.
Im März 2018 bestellte Spacecom mit AMOS-8 einen weiteren Ersatzsatelliten für AMOS-6, welcher von Space Systems/Loral gebaut werden sollte. Zu diesem Zeitpunkt sollte AMOS-8 im Jahr 2020 gestartet werden und bei 4° West positioniert werden. Im September 2018 wurde bekannt, dass der Satellit stattdessen von Israel Aerospace Industries gebaut werden sollte, der Start war jetzt für 2022 geplant. Schlussendlich wurde AMOS-8 nicht gestartet.

### Liste der Satelliten
Stand der Liste: 16. Juni 2025
| Name    | Startdatum (UTC)       | Trägerrakete     | Startplatz      | Satellitenbus                     | NSSDC-ID  | Position | Anmerkungen                                                                                |
| ------- | ---------------------- | ---------------- | --------------- | --------------------------------- | --------- | -------- | ------------------------------------------------------------------------------------------ |
| AMOS-1  | 16. Mai 1996           | Ariane 44L       | CSG ELA-2       | AMOS-Bus (IAI)                    | 1996-030B | 4° West  | 2009 an Intelsat verkauft, inzwischen inaktiv                                              |
| AMOS-2  | 27. Dez. 2003          | Sojus-FG/Fregat  | Baikonur 31/6   | AMOS-Bus (IAI)                    | 2003-059A | 4° West  | inaktiv seit 2. April 2017                                                                 |
| AMOS-3  | 28. Apr. 2008          | Zenit-3SLB       | Baikonur 45/1   | AMOS-Bus (IAI)                    | 2008-022A | 4° West  | Ersatz für AMOS-1, 2018 in AMOS-60 umbenannt                                               |
| AMOS-4  | 31. Aug. 2013          | Zenit-3SLB       | Baikonur 45/1   | AMOS-HP-Bus (IAI)                 | 2013-045A | 65° Ost  |                                                                                            |
| AMOS-5  | 11. Dez. 2011          | Proton-M/Bris-M  | Baikonur 81/24  | Express-1000N (ISS Reschetnjow)   | 2011-074A | 17° Ost  | Totalausfall im November 2015                                                              |
| AMOS-5i | 28. Nov. 1995          | CZ-2E            | Xichang Rampe 2 | AS-7000 (Lockheed Martin)         | 1995-064A | 17° Ost  | gemietete Kapazitäten auf AsiaSat 2 bis zur Inbetriebnahme von AMOS-5 im Jahr 2011         |
| AMOS-6  | 3. Sep. 2016 (geplant) | Falcon 9 v1.2    | CC SLC-40       | AMOS-HP-Bus (IAI)                 | 2016-E01  | 4° West  | sollte AMOS-2 ersetzen, ging beim Betanken der Trägerrakete durch deren Explosion verloren |
| AMOS-7  | 5. Aug. 2014           | Falcon 9 v1.1    | CC SLC-40       | SSL-1300LL (SS/L)                 | 2014-046A | 4° West  | gemietete Kapazitäten auf AsiaSat 8 (8 Jahre)                                              |
| AMOS-8  | -                      | Falcon 9 Block 5 | CC SLC-40       | SSL-1300 (SS/L) AMOS-HP-Bus (IAI) | -         | 4° West  | nicht gestartet                                                                            |
| AMOS-17 | 6. Aug. 2019           | Falcon 9 Block 5 | CC SLC-40       | BSS-702MP (BSS)                   | 2019-050A | 17° Ost  | Ersatz für AMOS-5                                                                          |